# Toys for Bob
Das Studio Toys for Bob ist ein amerikanischer Videospielentwickler mit Sitz in Novato, Kalifornien. Als Schöpfer der Reihen Star Control und Skylanders wurde das Studio 1989 von Paul Reiche III., Fred Ford und Terry Falls gegründet.

## Gründung und Name

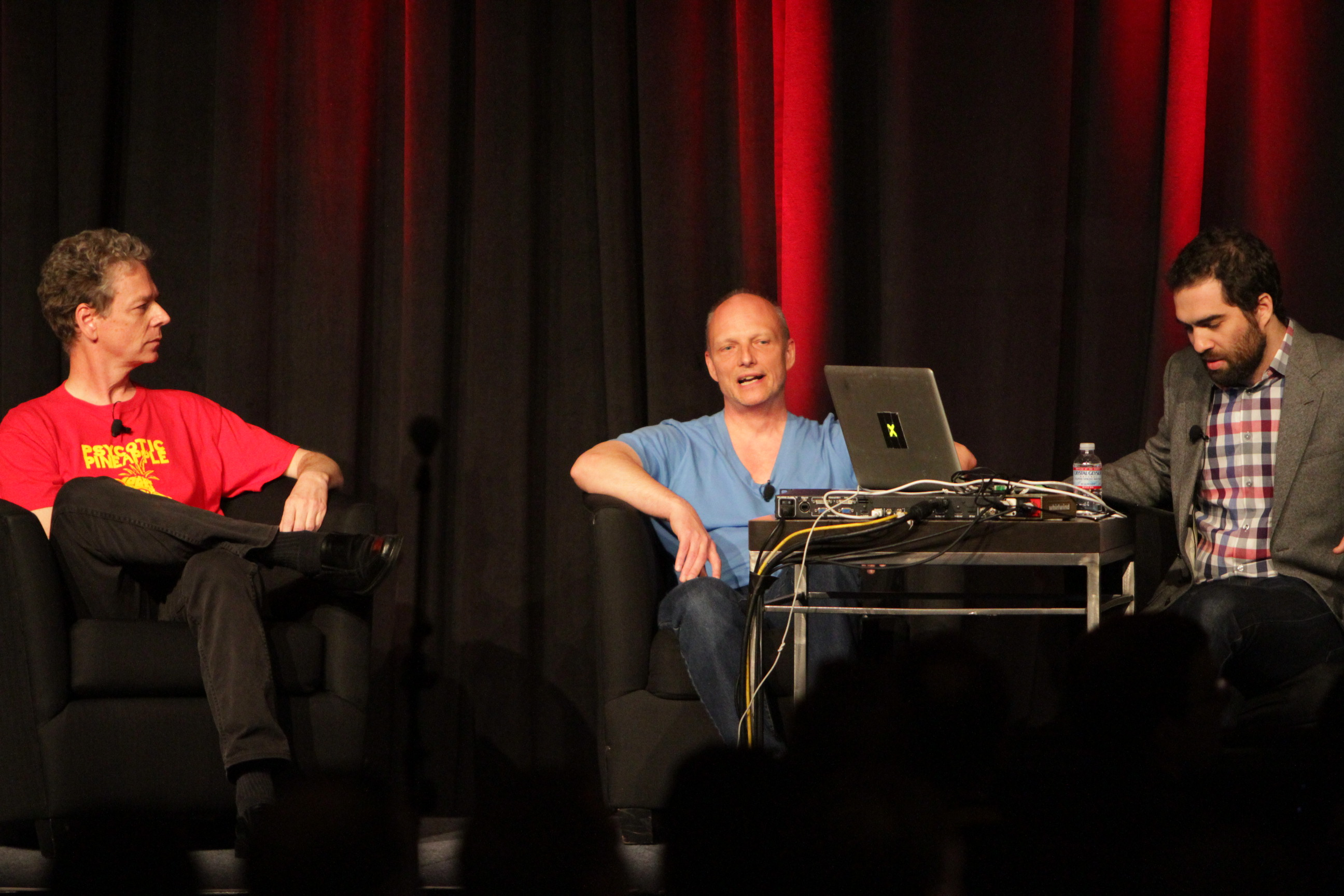
Paul Reiche III. (links) und Fred Ford (Mitte) mit Entwickler Rob Dubbin (Game Developers Conference 2015)

Reiche und Ford besuchten Ende der 1970er Jahre die Universität von Kalifornien, Berkeley, bevor sie Anfang der 1980er Jahre in die Videospielindustrie eintraten. Reiche und Ford lernten sich erst 1988 über gemeinsame Freunde  kennen, als Reiche einen Programmierer suchte, der Star Control für Accolade entwickeln sollte. Dies führte zur Gründung ihres Studios im Jahr 1989 und zum Debüt von Star Control im Jahr 1990. Die Veröffentlichung galt als bahnbrechendes Science-Fiction-Spiel und führte 1992 zur Fortsetzung Star Control II, die die Geschichte und den Umfang der Serie erheblich erweiterte. Star Control II wird als eines der großartigsten Spiele aller Zeiten gefeiert und ist auf mehreren „Best-of“-Listen für Musik, Schreiben, Weltdesign und Charakterdesign zu finden. Ende der 1990er Jahre entwickelte Toys for Bob mehrere Spiele für Crystal Dynamics, darunter The Horde, Pandemonium! und The Unholy War. Anfang der 2000er Jahre ging das Studio dazu über, an lizenzierten Spielen (insbesondere für The Walt Disney Company) zu arbeiten, und trennte sich von Crystal Dynamics. Bald darauf wurde Activision ihr neuer Verlag und erwarb das Studio schließlich 2005.
Der Name Toys for Bob wurde von Laurie Lessen-Reiche, der Frau von Paul Reiche, geprägt. Er wurde gewählt, um die Neugierde anzuregen und auf die Wertschätzung der Gründer Reiche und Ford für echtes Spielzeug anzuspielen. Da die Leute häufig fragten, wer „Bob“ sei, so Reiche, wies er jeden in der Firma an, sich einen eigenen Bob auszudenken. Das Unternehmen von Reiche und Ford begann als eine Partnerschaft, bevor es sich zu einer Abteilung von Crystal Dynamics, einem Unternehmen und schließlich zu einem Studio innerhalb von Activision entwickelte.

## Geschichte

### Ursprünge und Erfolg der Star Control
Ford begann seine Karriere mit der Entwicklung von Spielen für japanische Personalcomputer, bevor er sich mehr der Arbeit in Unternehmen zuwandte. Nachdem er einige Jahre bei Grafikunternehmen im Silicon Valley gearbeitet hatte, erkannte Ford, dass er die Arbeit in der Spieleindustrie vermisste. In der Zwischenzeit hatte Reiche seine Karriere bei dem Dungeons-&-Dragons-Publisher TSR begonnen, bevor er PC-Spiele für Free Fall Associates entwickelte. Der Produzent von Reiche bei Free Fall nahm einen neuen Job bei Accolade an, und sie halfen Reiche dabei, einen Drei-Spiele-Vertrag mit dem neuen Verleger abzuschließen. Zu diesem Zeitpunkt brauchte Reiche einen Programmierer-Ingenieur, und Ford suchte einen Designer-Künstler, so dass ihre gemeinsamen Freunde einen Spieleabend einrichteten, um sie erneut vorzustellen. Der Spieleabend fand im Haus von Spieleautor Greg Johnson statt, und einer der Freunde, die das Treffen förderten, war der Fantasy-Künstler Erol Otus.
Die erste Zusammenarbeit von Reiche und Ford war Star Control, das 1990 für MS-DOS veröffentlicht wurde. Das Spiel, das ursprünglich Starcon hieß, begann als eine Weiterentwicklung der Konzepte, die Reiche zuerst in Archon: The Light and the Dark entwickelt hatte. Archons strategische Elemente wurden für Star Control in eine Weltraumumgebung mit Eins-gegen-Eins-Schiff-Kämpfen adaptiert, die vom klassischen Spiel Spacewar! aus dem Jahr 1962 inspiriert waren. Als sich der Arbeitsablauf von Ford und Reiche als Team entwickelte, nahm das Spiel im Vergleich zur Fortsetzung einen begrenzteren Umfang an. Nach seiner Veröffentlichung wurde Star Control von Videospielen und Computerunterhaltung zum „besten Science-Fiction-Spiel“ gewählt. Jahrzehnte später wird es als eines der größten Spiele aller Zeiten in Erinnerung gerufen. Als ein Nahkampf- oder Strategiespiel trug es dazu bei, die Idee zu definieren, dass Spiele formbar und dynamisch sein können und die Spieler eine ganz eigene Erfahrung machen können.
Der Erfolg ihres ersten Spiels führte zu einer ehrgeizigeren Fortsetzung in Star Control II. Reiche und Ford wollten über den Schiffskampf hinausgehen und ein „Science-Fiction-Abenteuer-Rollenspiel“ entwickeln. Ihr Ziel, ein dynamisches Weltraumabenteuer zu schaffen, wurde weitgehend durch das von Greg Johnson geschaffene Starflight inspiriert.
Star Control II wurde zu einem der besten Spiele aller Zeiten, wie zahlreiche Veröffentlichungen in den 1990er, 2000er und 2010er Jahren belegen. Es wird auch in mehreren spezifischen Bereichen zu den besten Spielen gezählt, darunter: Schreiben, Weltdesign, Charakterdesign und Musik. Das Spiel beeinflusste auch andere Titel, vor allem das offene Gameplay von Tim Cains Fallout, das Weltdesign von Mass Effect und die Story-Ereignisse von Stellaris.

### Weitere Entwicklung
Nach der Fertigstellung einer Star-Control-II-Portierung für den 3DO Interactive Multiplayer (mit zusätzlicher Sprachausgabe und Spielverbesserungen), bot Accolade Ford und Reiche das gleiche Budget für die Produktion eines dritten Spiels an, das sie ablehnten, um andere Projekte zu verfolgen. Da das Paar die Rechte an ihren Charakteren und Geschichten aus den ersten beiden Spielen behalten hatte, lizenzierten sie ihren Inhalt an Accolade, so dass der Verlag Star Control 3 ohne ihre Beteiligung erstellen konnte.
Toys for Bob war gerade dabei, Sega ihr nächstes Spiel vorzuschlagen, aber ihre Kontakte bei der Firma waren bereits zu Crystal Dynamics gegangen, was dazu führte, dass Toys for Bob stattdessen einen Verlagsvertrag mit ihnen abschloss. Dies führte zu einer Reihe von Spielen für Crystal Dynamics von 1993 bis 2002. Ihr erstes Spiel unter dem Verleger war The Horde (1994), ein Full-Motion-Video-Action- und Strategiespiel. Die Videoszenen zielten darauf ab, die Hollywood-Verbindungen von Crystal Dynamics und die größere Speicherkapazität der CD-ROM auszunutzen, und stellten eine Besetzung professioneller Schauspieler wie Martin Short und Kirk Cameron ein. Das Spiel erhielt Auszeichnungen von Computer Gaming World, darunter die Auszeichnung Best Musical Score für Burke Trieschmanns Musik sowie die Auszeichnung Best On Screen Performance für Michael Gregorys Rolle als Kronus Maelor. 1996 brachte Toys for Bob Pandemonium! heraus, ein 2,5D-Plattformspiel für Konsole.
Im Vorfeld ihres Spiels The Unholy War von 1998 wurde Crystal Dynamics von Eidos Interactive übernommen. Unholy War kombinierte ein Kampfspiel mit einem strategischen Metaspiel. Wieder lieferte Reiches zweischichtiges Spieldesign von Archon die Inspiration. Reiche und Ford dachten, das Gameplay könne für die Arbeit mit einer japanischen Lizenz wie SD Gundam umgestaltet werden, und Crystal Dynamics half ihnen, Kontakt zu Bandai aufzunehmen, der ihnen eine „noch größere Lizenz“ versprach. Bandai ließ sie schließlich Majokko Daisakusen produzieren: Little Witching Mischiefs, basierend auf einem japanischen Anime aus den 1960er Jahren, mit mehreren Charakteren, die auf dem Archetyp des Majokko-Charakters basieren. Die Wahl der Lizenz kam für Toys for Bob überraschend, und der Entwicklungsprozess war mit Übersetzungsherausforderungen verbunden. Majokko Daisakusen wurde ausschließlich in Japan veröffentlicht, und Toys for Bob erfuhr nie, wie gut das Spiel funktionierte.
Im Jahr 2000 wurde als nächstes Disney's 102 Dalmatians: Puppies to the Rescue veröffentlicht, eine weitere wichtige Lizenz, die als qualitativ höherwertiger angesehen wurde als ein lizenziertes Standardspiel. Kurz nach der Veröffentlichung beschloss Crystal Dynamics, das gesamte Toys-for-Bob-Team zu entlassen, was dazu führte, dass Toys for Bob sich als unabhängiges Unternehmen reformierte. Im Jahr 2002 gab das Unternehmen bekannt, dass es sich von Crystal Dynamics und Eidos Interactive trennen und einen neuen Herausgeber suchen würde.
Unter Activision folgten eine Reihe weiterer erfolgreicher Spiele wie zum Beispiel Skylanders. Im Oktober 2020 veröffentlichte Activision Crash Bandicoot 4: It’s About Time. Im selben Jahr verließen die Firmengründer Reiche und Ford das Studio, um The Ur-Quan Masters, einen ideellen Nachfolger ihres Spieles Star Control zu entwickeln. Nach der Übernahme von Activision durch Microsoft wurden 2024 89 Mitarbeiter entlassen, die Büroräumlichkeiten in Novato geschlossen und die verbliebenen Mitarbeiter ins Home Office geschickt. Im März 2024 verkündete das Studio schließlich, dass man sich von Microsoft gelöst und künftig wieder als unabhängiger Entwickler arbeiten werde.

## Spieletitel (Auswahl)
| Spiel                              | Jahr | Plattformen                                                              | Genre            | Publisher  |
| ---------------------------------- | ---- | ------------------------------------------------------------------------ | ---------------- | ---------- |
| Star Control                       | 1990 | PC(DOS), Amiga, C64                                                      | Shoot 'em up     | Accolade   |
| Star Control 2                     | 1992 | MS-DOS, 3DO, Macintosh                                                   | Shoot 'em up     | Accolade   |
| Madagaskar                         | 2005 | PC, Xbox, Gamecube, Nintendo DS, Playstation 2                           | Action Adventure | Activision |
| Skylanders Spyro's Adventure       | 2011 | PC, Xbox 360, PlayStation 3, Nintendo Wii, Nintendo 3DS                  | Toys-to-life     | Activision |
| Spyro Reignited Trilogy            | 2018 | PC, Playstation 4, Xbox One, Nintendo Switch                             | Jump 'n Run      | Activision |
| Crash Bandicoot 4: It's about Time | 2020 | PC, Playstation 4, Playstation 5, Xbox One, Xbox Series, Nintendo Switch | Jump 'n Run      | Activision |

## Preise
- Tillywig Toy and Media Awards, Tillywig Toy Awards, 2017
- Best Toys of 2016, Parents, 2016
- 2016 Hot Holiday Toy List, Toys "R" Us, 2016
- Best Video Games of 2016, USA Today, 2016
- Best of E3, Game Critics Awards, 2016
- Best Family Game, Gamescom, 2016
- BAFTA Childrens Game, BAFTA Game Awards, 2013[9]
- Outstanding Innovation In Gaming, Academy of Interactive Arts & Sciences, 2012